# Wiktorówko
Wiktorówko – wieś krajeńska w Polsce położona w województwie wielkopolskim, w powiecie pilskim, w gminie Łobżenica.
Czas II wojny światowej 1939 - 1945
W pierwszym dniu wojny, w godzinach porannych, polscy saperzy wysadzili most. Wieś została zajęta bez walki 1 września 1939 roku przez żołnierzy niemieckich ze 123 pułku piechoty z 50 Dywizji Piechoty.
W latach 1975–1998 miejscowość administracyjnie należała do województwa pilskiego.
Na terenie Wiktorówka działa OSP Wiktorówko z ponad 85-letnią tradycją oraz Szkoła Podstawowa im. Mikołaja Kopernika. Znajduje się tu także nieczynny cmentarz ewangelicki z XIX/XX w.